# شهوة الغرائب
شهوة الغرائب أو القَطَا أو الوَحَم أو اضطراب بيكا أو شهوة غير طبيعية هو اضطراب نفسي يتميز باشتهاء أكل مواد ليست مغذية عادة، والتي قد تشمل مواد بيولوجية مثل الشعر (أكل الشعر) أو البراز (أكل البراز)، أو مواد طبيعية مثل الثلج (أكل الثلج) أو التراب (أكل التراب)، أو غيرها من المواد. وقد نشأ المصطلح من الكلمة اللاتينية pica (وتعني" العقعق ")، انطلاقا من مفهوم أن طائر العقعق يأكل أي شيء تقريبا.
أعتبرت شهوة الغرائب واحدة من الإضطرابات النفسية، وقد اشترطت معايير الدليل التشخيصي والإحصائي للاضطرابات العقلية لتشخيصه أن يستمر تناول المواد لأكثر من شهر، وأن يكون ذلك في عُمر يُعتبر فيه تناول مثل هذه المواد أمرا غير مقبول من ناحية النمو المعرفي، وأن لا يكون جزءا من التقاليد الثقافية، وأن يكون الأمر ملحوظا بما فيه الكفاية بما يستدعي التدخل الطبي، وقد وُجد ارتباط وثيق بين شهوة الغرائب وبين الضغوطات النفسية مثل الصدمات العاطفية أو الحرمان من الأم أو إهمال الوالدين أو التركيب الأسري غير المستقر، وكذا فترة الحمل، حيث يعمل ابتلاع هذه المواد علي تخفيف حدة الضغط النفسي لدى المصابين.
يشيع حدوث اضطراب شهوة الغرائب في النساء الحوامل، والأطفال الصغار، أيضًا يظهر لدى الأشخاص المصابين بفقر الدم الناجم عن عوز الحديد، والأشخاص الذين قد يعانون من إعاقات في النمو مثل مصابي التوحد. وقد يؤدي اضطراب شهوة الغرائب إلى حدوث انسداد الأمعاء أو تمزق في جدار المعدة، ونقص التغذية والإصابة بالأمراض الطفيلية، كما قد يؤدى إلى التسمم بمواد خطيرة مع ما يصاحب ذلك من أضرار جسدية وعقلية، كما هو الحال في الأطفال الذين يتناولون الجص المحتوي على مادة الرصاص والتي تسبب تلف الدماغ بسبب التسمم بالرصاص، وقد وجد اضطراب شهوة الغرائب أيضا في بعض الحيوانات الحيوانات مثل الكلاب والقطط.

## التسمية
وصفت هذه الحالة لأول مرةٍ بواسطة أبقراط. يُشتق المصطلح الإنجليزي (pica) من المصطلح اللاتيني (picave) والذي يعني طائر العقعق، وهو طائرٌ يشتهر بسلوكياته الغذائية غير الطبيعية، حيث يشتهر بأكل أي شيءٍ تقريبًا.
أما في اللغة العربية فتُعرف هذه الحالة بعدة أسماءٍ، فيُسميها المعجم الطبي الموحد شهوة الغرائب أو القَطَا أو الوَحَم، أما قاموس حِتّي الطبي فيذكر «الوَحَم -اشتِهاءُ أشياء لا طعاميَّة- كالخشب أو الورق أو الطين»، أما معجم مرعشي الطبي الكبير فيذكر «وَحَم، شَهْوَةُ الطِّين، اِشْتِهَاءُ أَطْعِمَة لَا تُؤكَل»، يُعرفها معجم «المغني الأكبر» لحسن الكرمي بأنه «وَحَم فاسِد؛ أي شهوة غير طبيعية لأكل مواد غير غذائية كالطين والتُّراب والدِّهان...». وحسب «مجموعة المصطلحات العلمية والفنية اللتي أقرها المجمع» الصادر عام 1957 فهي «الوُحام: اشتهاء مأكولات غريبة»، و«مصطلحات ومفاهيم إنجليزية في الخدمة الاجتماعية» الصادر عام 2000 فهي من اضطرابات الأكل حيث «الوحم غير الطبيعي للطعام pica وهي رغبة عارمة في تناول أطعمة غير مفيدة وغير مغذية أو تناول مواد صناعية». تذكر المعاجم العربية أنَّ «الوَحَم: شَهوة الأطعمة الرَّديئة الكيفية».

## العلامات والأعراض

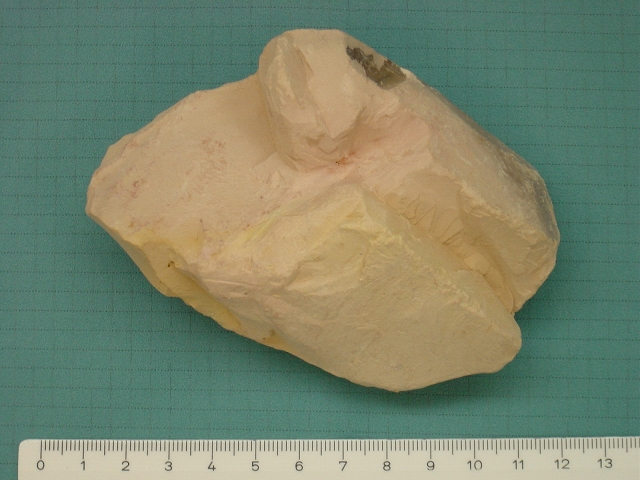
حجر طباشيري يتكون من الكاولينيت مع آثار من المرو ابتلعه شخص مصاب بالشهوة الغرائب.

يُمثل شهوة الغرائب استهلاك مواد ليس لها قيمة غذائية كبيرة مثل الصابون أو الحوائط الجافة أو الطلاء. وتتميز الأنواع الفرعية له بحسب المادة المأكولة، والتي قد تشمل عناصر حادة، تراب، براز، قيئ، تربة، زجاج، حجارة، مخاط، ثلج، رصاص، شعر، بول، دم، خشب، ورق، وغيرها.
- أكل البراز
- أكل التراب
- أكل الثلج
- أكل الشعر
- شرب البول
- دموية التغذية

ويجب أن يستمر هذا الاستهلاك لمدة شهر واحد على الأقل لاستيفاء معيار التشخيص.

### المضاعفات
قد تحدث المضاعفات بسبب طبيعة المادة التي تم ابتلاعها، مثل التسمم بالرصاص الناتج عن ابتلاع الجص المحتوي على الرصاص، أو عدوى المقوسة الغوندية أو الناتجة عن ابتلاع البراز أو التربة. أو بسبب حجم المادة التي تم ابتلاعها، مثل حدوث انسداد معوي الناتج عن ابتلاع الشعر أو المواد كبيرة الحجم.

## الأسباب
وفقًا للدليل التشخيصي والإحصائي للاضطرابات العقلية فإن اضطراب شهوة الغرائب يرتبط بحالات نقص المعادن أحيانًا، ولكن نادرًا ما توجد تشوهات بيولوجية. حيث وُجد أن الأشخاص الذين يأكلون التراب غالبا يكونوا مصابين بفقر الدم الناجم عن عوز الحديد، أو انخفاض مستويات الزنك في البلازما. كما أن الأطفال والنساء الحوامل أكثر عرضة للإصابة بفقر الدم الناجم عن عوز الحديد مقارنة بغيرهم وهو ما قد يعطي تفسيرا لتكرار حدوث شهوة الرغبة في أكل التراب، والطين في هذه الفئة. في الآونة الأخيرة حدث ربط بين اضطراب شهوة الغرائب وطيف الوسواس القهري، مع خطوة تجاه النظر في اعتبار الوسواس القهري سبب الشهوة الغرائب. كما استُخدِمت بعض المنظورات الحسية والفسيولوجية والثقافية والنفسية والاجتماعية لشرح سبب حدوث اضطراب الشهوة الغرائب.

## التشخيص
لا توجد اختبارات تؤكد تشخيص الشهوة الغرائب، ولكن نظرًا لأن شهوة الغرائب يمكن أن يحدث عند الأشخاص الذين لديهم سوء التغذية، فإنه يجب على مقدم الرعاية الصحية اختبار مستويات الحديد والزنك في الدم، بجانب فحص الهيموجلوبين لاختبار وجود فقر الدم. ويجب دائمًا فحص مستويات الرصاص لدى الأطفال الذين قد تناولوا أي مواد محتوية على الرصاص، كما يجب أيضا على مقدم الرعاية الصحية إجراء اختبارات لوجود أي نوع من أنواع العدوى المصاحبة لتناول التربة الملوثة أو فضلات الحيوانات.

### الدليل التشخيصي والإحصائي للاضطرابات العقلية
يفرض الدليل التشخيصي والإحصائي للاضطرابات العقلية أربعة معايير يجب استيفائها حتى يكتمل تشخيص الشخص بالإصابة بالشهوة الغرائب:
1. أن يستمر هذا التناول لمدة شهر على الأقل.[24]
2. أن يُعتبر هذا التناول غير مقبول بالنسبة لمرحلة نمو الشخص.
3. أن لا يكون مرتبطا بممارسة ثقافية تعتبر طبيعية في السياق الاجتماعي للفرد.
4. بالنسبة للأشخاص الذين يعانون حاليًا من حالة طبية (مثل: الحمل) أو من اضطراب عقلي (مثل: التوحد) فإنه لا ينبغي اعتبار تناول المواد غير الغذائية على أنه اضطراب شهوة الغرائب إلا إذا كان الأمر خطيرًا ويتطلب إجراء تدخل طبي أو علاجي.

### التشخيص التفريقي
قد يتناول الأفراد المصابين بالتوحد والفصام وبعض الاضطرابات الجسدية (مثل متلازمة كلاين ليفين) مواد غير الغذائية، وفي هذه الحالة لا ينبغي الإشارة إلى اذطراب شهوة الغرائب كتشخيص إضافي.

## العلاج
يتراوح علاج شهوة الغرائب من مريض لآخر وبحسب السبب المشتبه فيه (مثل الطفولة، مصابي التوحد، النساء الحوامل)، ويشمل المدخل الأولي إجراء فحص لتحديد وجود أي نقص في المعادن أو وجود أي من الحالات المرضية السابقة، كما يشدد المدخل الأولي على الجانب النفس اجتماعي والبيئي والأسري؛ ويعتمد العلاج على معالجة الأسباب التي يمكن اكتشافها، حيث يعالج نقص الحديد بمكملات الحديد أو العناصر الغذائية الغنية به. كما يمكن استخدام العلاج الدوائي مثل مثبطات استرداد السيروتونين الانتقائية، والتي تُستخدم بنجاح في حالة اضطراب شهوة الغرائب نفسي المنشأ. وقد حذرت بعض التقارير السابقة من استخدام العلاج الدواء إلا بعد استبعاد الأسباب غير النفسية.
كما تكطن تطوير إستراتيجية علاجية اعتمادا على الأسباب النفسية المختلفة لظاهرة الشهوة الغرائب، فمثلا قد يكون الدافع هو محاولة الحصول على الاهتمام الاجتماعي، فتكون الإستراتيجية وقتها هو تجاهل سلوك المصاب وعدم منحه الاهتمام بسبب الشهوة الغرائب، وإذا الدافع هو وسيلة للهروب من نشاط معين أو موقف معين، فيجب فحص سبب رغبة المصاب في الهروب من هذا النشاط ومن ثم نقله إلى نشاط مختلف، وإذا كان الدافع هو رد الفعل الحسي (إحساس فمه بطبيعة خام المادة التي يبتلعها)، فيجب توفير طريقة بديلة لهذا الشعور الحسي. وقد تتضمن الأساليب الأخرى غير الدوائية طرقًا أخرى لتحفيز الفم مثل العلكة، أو بعض الأطعمة المفيدة مثل الفشار، حيث يمكن وضع هذه الأشياء في مكان خاص «صندوق الشهوة الغرائب»، يكون في متناول يد المصاب عندما يشعر برغبة في ممارسة سلوك الشهوة الغرائب.
هناك أيضا العلاج القائم على السلوك، حيث ثبت أن العلاجات السلوكية للشهوة الغرائب تقلل من شدتها بنسبة 80% لدى الأشخاص ذوي الإعاقات الذهنية. ويتضمن ذلك استخدام التعزيز الإيجابي للسلوك الطبيعي، كما قد يُستخدم العلاج بالتنفير، حيث يتعلم المريض أي الأطعمة جيد له وأيها يجب أن لا يأكلها. غالبًا ما يكون العلاج مشابهًا لعلاج اضطرابات الوسواس القهري أو الإدمان (مثل العلاج بالتعرض)، وقد صنفت دراسة أن نجاح التدخل السلوكي يكون مرتفع عمومًا ويتلاشى عمومًا مع تقدم العمر، لكنه يختلف باختلاف سبب الاضطراب، وتميل الأسباب التنموية إلى أن يكون لها معدل نجاح أقل.

## الدراسات السابقة
وكما هو الحال في شيوع هذه الحالة بين الأطفال، فهي أيضا ممارسة قديمة، إذ تتحدث التقارير والدراسات الأكاديمية عن عادة أكل التراب في العصور القديمة. والحقيقة أن أكل التراب كان الأكثر تفضيلا بين مرضى بايكا، وبشكل خاص في الولايات المتحدة الأمريكية، حيث تتركز هذه العادة بين الأطفال الصغار والنساء التي تعود أصولهن إلى الجنوب أو الأميركيين من أصول أفريقية أو النساء الحوامل.
وقد خلص العلماء وعلماء الأنثروبولوجي، الذين يدرسون بايكا، إلى الكثير من الفرضيات حول أسباب هذه الرغبة الشديدة، كان من بنيها الإجهاد والسلوك المكتسب وقضايا الصحة العقلية.